# تمرد اليعاقبة عام 1745
تمرّد اليعاقبة عام 1745، المعروف أيضًا باسم تمرّد خمسة وأربعين أو ببساطة الخامس والأربعين (بالغيلية الاسكتلندية: Bliadhna Theàrlaich، وتُلفظ: ‎[ˈpliən̪ˠə ˈhjaːrˠl̪ˠɪç]‏، أي «سنة تشارلز»): هو محاولة من تشارلز إدوارد ستيوارت لاستعادة سلطة والده جيمس فرانسيس إدوارد ستيوارت على العرش البريطاني. حدث التمرد أثناء حرب الخلافة النمساوية، عندما انشغل معظم الجيش البريطاني بالقتال في البر الرئيس لأوروبا، وتبين أن هذا التمرد هو الأخير في سلسلة من الثورات التي بدأت في عام 1689، مع حدوث حركات تمرد كبرى في أعوام 1708 و1715 و1719.
بدأ تشارلز التمرد في 19 أغسطس 1745 من غلينفينان ضمن المرتفعات الإسكتلندية، مستوليًا على إدنبرة ومنتصرًا في معركة بريستونبان في سبتمبر. وافق الاسكتلنديون في أحد مجالس أكتوبر، على غزو إنجلترا بعد ضمان تشارلز الحصول على دعم كبير من اليعاقبة الإنجليز بالإضافة إلى تزامن هذا الدعم مع إنزال فرنسي في جنوب إنجلترا. بناءً على هذه المعطيات، دخل جيش اليعاقبة إنجلترا في أوائل نوفمبر، ووصلوا إلى دربي في 4 ديسمبر، حيث قرروا التراجع.
جرت مناقشات مماثلة في كارلايل وبريستون ومانشستر، إذ شعر الكثيرون أنهم قد ذهبوا بعيدًا بالفعل. اختير طريق الغزو اعتمادًا على المرور بالمناطق التي تُعتبر ذات أغلبية يعاقبية، لكن لم يتحقق الدعم الإنجليزي الموعود: أصبحوا أضعف من الناحية العددية مع وجود خطر تعرضهم للحصار قبل تمكنهم من التراجع. أيّدت الغالبية العظمى القرار لكنه تسبب في انقسام لا يمكن إصلاحه بين تشارلز وأنصاره الاسكتلنديين. على الرغم من النصر المُحقق في فالكيرك موير في يناير عام 1746، أنهت معركة كولودين في أبريل التمرد والدعم الكبير معه لقضية ستيوارت. هرب تشارلز إلى فرنسا، لكنه لم يتمكن من حشد الدعم للقيام بمحاولة تمرد أخرى، وتوفي في روما عام 1788.

## نظرة عامة
أفضت الثورة المجيدة عام 1688 إلى إنهاء حكم جيمس الثاني والسابع لتحلّ ابنته البروتستانتية ماري وزوجها الهولندي ويليام مكان والدها، إذ اشتركا بحكم في إنجلترا وأيرلندا واسكتلندا. لم تنجب ماري -التي توفيت عام 1694- أطفالًا حالها حال شقيقتها آن، ما ترك أخاهم غير الشقيق الكاثوليكي جيمس فرانسيس إدوارد أقرب وريث شرعي. استبعد مرسوم التولية لعام 1701 الكاثوليك من الخلافة، وعندما نُصّبت آن ملكةً في عام 1702، عُيّنت صوفيا من هانوفر كوريثة لها نتيجة كونها بروتستانتية على الرغم من ضعف القرابة بينهما. توفيت صوفيا في يونيو 1714 وأعقب ذلك وفاة آن بعد شهرين في أغسطس، وهذا ما أدى إلى خلافة ابن صوفيا جورج الأول واستلامه سُدّة الحكم.
توفي لويس الرابع عشر من فرنسا، الداعم الرئيس لستيوارت المنفي، في عام 1715 بالتزامن مع حاجة خلفائه لتحقيق السلام مع بريطانيا من أجل إعادة بناء اقتصادهم. أجبر التحالف الإنجليزي الفرنسي عام 1716 جيمس على مغادرة فرنسا، فاستقر في روما مستفيدًا من المعاش التقاعدي البابوي، ما جعله أقل شعبيةً بين البروتستانت الذين شكلوا الغالبية العظمى من داعميه البريطانيين.
فشلت حركات التمرد في عامي 1715 و1719، وخاصة الأخيرة التي فشلت بشدة لدرجة خَلُص مخططوها إلى أنها قد «تدمر مصالح الملك ورعاياه المؤمنين في هذه الأجزاء». قبِل كبار المنفيين مثل بولينغبروك العفو وعادوا إلى ديارهم أو شغلوا وظائفًا في أماكن أخرى. ساهمت ولادة أبنائه تشارلز وهنري في الحفاظ على الاهتمام العام في عائلة ستيوارت، ولكن بحلول عام 1737، كان جيمس «يعيش بهدوء في روما، بعد أن تخلى عن كل أمل في استعادة الحكم».
في ثلاثينيات القرن العشرين، احتدّت نظرة رجال الدولة الفرنسيين تجاه توسع التجارة البريطانية بعد عام 1713، إذ رأوا فيه تهديدًا لميزان القوى الأوروبي ورأوا بالمقابل في عائلة ستيوارت وسيلةً للحد من هذا التهديد. وعلى أي حال، كان القيام بتمرد هادئ صغير النطاق أكثر فعالية من ناحية التكلفة عند مقارنته مع عملية استعادة الحكم باهظة الثمن، خاصة أنه من غير المرجح أن تكون عائلة ستيوارت مؤيدةً للجانب الفرنسي أكثر من الهانوفريين. شكلت المرتفعات الاسكتلندية موقعًا مثاليًا، بسبب الطبيعة الإقطاعية لمجتمع القبيلة، وبُعد المرتفعات وتضاريسها، ولكن علِم العديد من الاسكتلنديين أن التمرد سيحمل في طياته الكثير من الخراب أيضًا للسكان المحليين.
أدت معارضة الضرائب التي فرضتها الحكومة في لندن إلى أعمال شغب نتيجة فرض ضريبة الشعير عام 1725 بالإضافة إلى حدوث أعمال شغب بورتيوس في 1737. في مارس 1743، نُشرَ فوج المشاة 42 المعروف باسم الحرس الليلي والذي استُقطب إلى المرتفعات في منطقة الفلاندرز، خلافًا لما كان معروفًا، إذ اقتصرت خدمتهم على المناطق الاسكتلندية وهذا ما أدى إلى حصول تمرد قصير الأجل. وعلى أي حال، لم تكن حالات التمرد على الأجور وظروف العمل أمرًا خارجًا عن المألوف، ووقعت أسوأ أشكال أعمال الشغب في عام 1725 في غلاسكو، وهي بلدة لاحظ تشارلز في عام 1746 أنها «بلدة لا يملك أصدقاء فيها ولا يبذل أي جهد لإخفاء هذا الأمر».
أدت النزاعات التجارية بين إسبانيا وبريطانيا إلى اندلاع حرب أذن جينكينز عام 1739، وتلتها حرب الخلافة النمساوية في 1740-1741. أُجبر رئيس الوزراء البريطاني الذي خدم لفترة طويلة روبرت والبول على الاستقالة في فبراير 1742 نتيجة التحالف بين المحافظين واليمينيين المعادين لوالبول، الذين سحبوا بعد ذلك شركاءهم من الحكومة. طلب المحافظون الغاضبون مثل دوق بيوفورت المساعدة الفرنسية لاستعادة سلطة جيمس على العرش البريطاني.
في حين غدت الحرب مع بريطانيا مسألة وقت لا أكثر، كانت نظرة الكاردينال فلوري، رئيس الوزراء منذ عام 1723، واضحةً تجاه اليعاقبة إذ اعتبرهم حالمين لا يمكن الوثوق بهم، وهذا رأي شاركه فيه معظم الوزراء الفرنسيين. شكّل ماركيز دارغينسون استثناءً لهذا الرأي، إذ عينه لويس الخامس عشر وزيرًا للخارجية بعد وفاة فلوري في يناير 1743.

## وصلات خارجية
- تمرد اليعاقبة - راديو البي بي سي 4